# Лубрикант

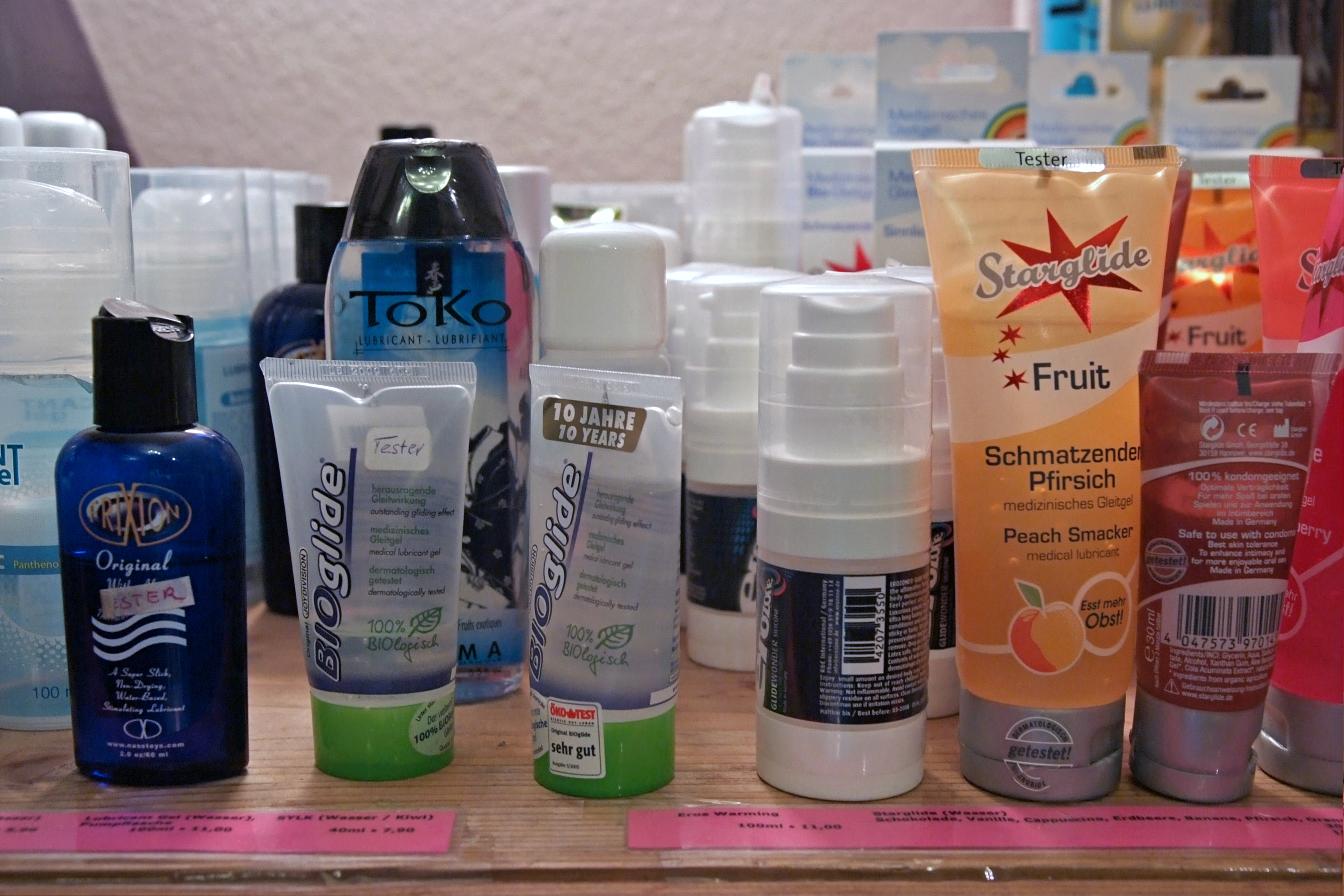
Лубриканти в аптеці

Лубрика́нт (лат. lubrico — зволоження) — гель-змазка, що дозволяє зволожити статеві органи при відсутності змазки або недостатньому зволоженні природного походження. Таким чином, лубрикант усуває неприємні відчуття при проведенні статевого акту.
Зазвичай лубриканти — це гелі на водній та силіконовій основі. Їх використовують для вагінального сексу (при недостатньому природному зволоженні), анального сексу, мастурбації, також ними користуються при використанні сексуальних іграшок. Лубриканти захищають слизову оболонку від появи мікротріщин і подразнення, через які проникають інфекції, знімають больові відчуття і підвищують комфорт. Лубриканти не мають протипоказань до застосування. У деяких випадках може виникнути алергічна реакція на деякі складники продукту. Алергії можна уникнути — достатньо підібрати правильний засіб.
Досить поширеним є використання як лубрикантів сперміцидів у вигляді свічок з хлоридом бензалконію.

## Види лубрикантів
- З лікарськими рослинами й вітамінами;
- Лубриканти для анального сексу;
- Пролонгатори;
- Які мають у складі олію.